# Mladen Frančić
Mladen Frančić (Bjelovar, 11. studenoga 1955. – Koprivnica, 7. lipnja 2022.), bio je hrvatski nogometaš i nogometni trener. 

## Igračka karijera
Igrao je u NK Čeliku iz Križevaca od 1968., a od jeseni 1974. godine igrao je za NK Slavena iz Koprivnice, te jedno vrijeme i za NK Lokomotivu iz Koprivnice, 1981. godine prestao je aktivno igrati nogomet. 

## Trenerska karijera
Nakon igračke karijere ostao je u nogometu, prvo kao trener mlađih uzrasta u NK Slavenu iz Koprivnice 1976. – 1983. Prvo stječe zvanje trener-pripravnik, zatim zvanje trener–nogometa, a nakon toga je diplomirao na Višoj trenerskoj školi u Zagrebu 1989. godine. Trenirao je više nižerazrednih hrvatskih klubova, NK Slaven Belupo u 1. HNL te inozemne, iranski nogometni klub Fulad Ahvaz, s kojim je osvojio prvenstvo Irana u sezoni 2004./05., a bio je i trener klubova Hetteina i Al Qadsiaha iz Saudijske Arabije. U rujnu 2013. Frančić preuzima kormilo Slaven Belupa. Nakon šest mjeseci Mladen dobiva otkaz u Slaven Belupu te u sezoni 2014./15. postaje trenerom saudijskoga kluba Al Watanija. Nakon toga, početkom kolovoza 2016. godine preuzeo je klub iz Saudijske Arabije Al-Nahda Club.

## Priznanja
Fulad Ahvaz
- Prvak Irana (1): 2004./05.

## Zanimljivosti
- Frančić je osvojio prvenstvo Irana s Fuladom u sezoni 2004./05., a tada je Fulad bio prvi klub izvan Teherana ili Isfahana kojem je to uspjelo.[6]

## Vanjske poveznice
- (engl.) Mladen Frančić  Arhivirana inačica izvorne stranice od 23. kolovoza 2016. (Wayback Machine), službene međumrežne stranice